# أحمد سعيد (سياسي ماليزي)
أحمد سعيد (بالملايوية: Ahmad bin Said)‏ هو سياسي ماليزي، ولد في 15 فبراير 1957 في ماليزيا. حزبياً، نشط في المنظمة الوطنية الملاوية المتحدة.